# Martina Thörn
Martina Thörn (* 21. Februar 1991 in Västerås, Schweden) ist eine schwedische Handballspielerin, die für den dänischen Erstligisten HØJ Håndbold aufläuft.

## Karriere

### Im Verein
Thörn begann das Handballspielen in ihrem Geburtsort Västerås. Im Jahr 2015 verließ die Torhüterin VästeråsIrsta HF und schloss sich dem norwegischen Erstligisten Glassverket IF an. Mit Glassverket scheiterte sie im Finale um die norwegische Meisterschaft 2016 an der damaligen Spitzenmannschaft Larvik HK. Anschließend wechselte sie zum dänischen Erstligisten FC Midtjylland Håndbold. Im Sommer 2017 schloss sie sich dem Ligakonkurrenten Randers HK an. Im Februar 2018 erlitt Thörn nach einem Kopftreffer eine Gehirnerschütterung. Daraufhin musste sie bis Oktober 2018 pausieren. Thörn unterschrieb im Jahr 2019 einen Vertrag bei Aarhus United. Zur Saison 2021/22 wechselte sie zu Odense Håndbold. Mit Odense gewann sie 2022 die dänische Meisterschaft. Im Sommer 2023 wechselte sie zum Ligakonkurrenten København Håndbold. Ab dem Sommer 2024 pausierte sie aufgrund ihrer Schwangerschaft. Im Sommer 2025 schloss sie sich dem dänischen Erstligaaufsteiger HØJ Håndbold an.

### In Auswahlmannschaften
Thörn bestritt 12 Länderspiele für die schwedische Juniorinnennationalmannschaft. Mit dieser Auswahlmannschaft nahm sie an der U-19-Europameisterschaft 2009 teil, bei der Schweden den siebten Platz belegte. Nachdem Thörn schon inoffizielle Länderspiele für die schwedische Nationalmannschaft bestritten hatte, absolvierte sie am 15. März 2016 ihren ersten offiziellen Ländereinsatz gegen Rumänien. Mit Schweden nahm sie an der Weltmeisterschaft 2019 teil.